# Albanska kommittén för Janina
Albanska kommittén för Janina (på albanska Komiteti Shqiptar i Janinës) var en albansk organisation under 1800-talet vars mål var att försvara albanernas rättigheter.
Albanska kommittén för Janina grundades i maj 1877 i Janina (i dag Ioánnina), då en del av den osmanska provinsen Vilâyet-i Yanya. Grundarna var framstående muslimska albaner som bodde i provinsen och medlemmar i Prizrenförbundet. På grund av att kommittén inte gav ut några kungörelser och annat viktigt var den inte mer än en organisation för en grupp muslimska albaner som delade samma ideologi.